# 朱祐檡
鄭懿王朱祐檡（1484年—1521年），是追封定王朱見𣹟嫡第一子，簡王朱祁鍈庶孫，明朝第四代鄭王。朱祐檡在弘治十八年（1505年）十二月受封東垣王，後於正德四年（1509年）晉封鄭王。他在位十二年，在正德十六年（1521年）過世，諡號懿，其陵寝在今河南省沁阳市西万镇校尉营。六年後其長子朱厚烷就嗣位鄭王，而次子朱厚炯則在八年後准襲東垣王。